# The Melancholy Collection
The Melancholy Collection är ett samlingsalbum av Millencolin, utgivet den 29 juli 1999. Det innehåller B-sidor från bandets singlar och nyinspelningar av deras demolåtar.

## Låtlista
1. "In a Room" - 2:56 (från Use Your Nose)
2. "Pain" - 2:20 (från Use Your Nose)
3. "Shake Me" - 2:14 (från Use Your Nose)
4. "Melack" - 2:13 (från Use Your Nose)
5. "Nosepicker" - 3:38 (från Use Your Nose)
6. "Use Your Nose" - 1:36 (från Use Your Nose)
7. "Flippin' Beans" - 2:35 (från samlingsalbumet Teaching You No Fear)
8. "Yellow Dog" - 2:58 (från Skauch)
9. "Knowledge" (ursprungligen framförd av Operation Ivy) - 1:31 (från Skauch)
10. "A Whole Lot Less" (ursprungligen framförd av Sub Society) - 1:55 (från Skauch)
11. "Coolidge" (ursprungligen framförd av Descendents) - 2:23 (från Skauch)
12. "That's Up to Me" (ursprungligen framförd av Scumback) - 2:00 (från Skauch)
13. "A Bit of Muslin" - 1:56 (från samlingsalbumet Epitone)
14. "Melancholy Protection" - 1:25 (från samlingsalbumet Epitone)
15. "Shake Me" (live) - 2:11 (från singeln "Da Strike")
16. "Niap" - 2:37 (från singeln "Da Strike")
17. "Every Breath You Take" (ursprungligen framförd av The Police) - 2:06 (från samlingsalbumet Cheap Shots)
18. "9 to 5" (ursprungligen framförd av Dolly Parton) - 3:05 (från The Story of My Life)
19. "Dragster" - 2:03 (från The Story of My Life)
20. "An Elf and His Zippo" - 1:55 (från singeln "Move Your Car")
21. "Israelites" (ursprungligen framförd av Desmond Dekker) - 2:25 (från singlarna "Lozin' Must" och "Twenty Two")
22. "Vixen" - 1:49 (från singlarna "Lozin' Must" och "Twenty Two")